# Струитино
Струитино — деревня в Старопольском сельском поселении Сланцевского района Ленинградской области.

## История
Впервые упоминается в писцовых книгах Шелонской пятины 1498 года, как деревня Струтина Гора (д. Сруитино близ реки Лыченки) в Сумерском погосте Новгородского уезда.
Затем деревня Струитина упоминается на карте Санкт-Петербургской губернии Ф. Ф. Шуберта 1834 года.

СТРУИТИНА ГОРА — деревня принадлежит господам Таировым, число жителей по ревизии: 35 м. п., 35 ж. п. (1838 год)

Как деревня Струйтино она отмечена на карте профессора С. С. Куторги 1852 года.

СТРУЙСЦИНО — деревня госпожи Даманиевской, по просёлочной дороге, число дворов — 12, число душ — 34 м. п. (1856 год)

СТРУИТИНО — деревня владельческая при колодце, число дворов — 13, число жителей: 30 м. п., 39 ж. п. (1862 год) 

В XIX — начале XX века деревня административно относилась к Ложголовской волости 2-го земского участка 1-го стана Гдовского уезда Санкт-Петербургской губернии.
Согласно Памятной книжке Санкт-Петербургской губернии 1905 года деревня входила в Замошское сельское общество.

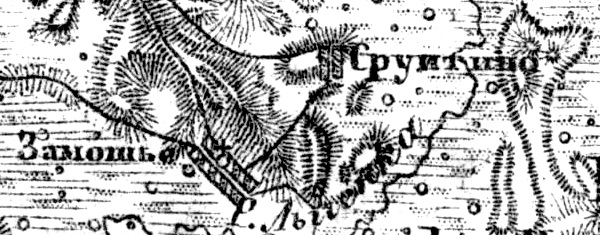
Деревня Струитино на карте 1919 года

Согласно карте Петроградской и Эстляндской губерний издания 1919 года деревня называлась Сруитино.
По данным 1933 года деревня Струитино входила в состав Тарасовогорского сельсовета Осьминского района.
По состоянию на 1 августа 1965 года деревня Струитино входила в состав Поречского сельсовета Кингисеппского района.
По данным 1973 года деревня Струитино входила в состав Поречского сельсовета.
По данным 1990 года деревня Струитино входила в состав Овсищенского сельсовета.
В 1997 году в деревне Струитино Овсищенской волости проживали 3 человека, в 2002 году — 2 человека (все русские).
В 2007 и 2010 годах в деревне Струитино Старопольского СП проживал 1 человек.

## География
Деревня расположена в восточной части района к северу от автодороги 41К-027 (Старополье — Осьмино).
Расстояние до административного центра поселения — 20 км.
Расстояние до ближайшей железнодорожной станции Веймарн — 97 км.

## Демография
| 1862 | 2007 | 2010 | 2017 |
| ---- | ---- | ---- | ---- |
| 69   | ↘1   | →1   | →1   |

## Улицы
Замошская.